# Lasioglossum bruesi
Lasioglossum bruesi är en biart som först beskrevs av Cockerell 1912.  Lasioglossum bruesi ingår i släktet smalbin, och familjen vägbin. Inga underarter finns listade i Catalogue of Life.